# Hielo (canción)
«Hielo» es una canción del artista puertorriqueño Daddy Yankee. El sencillo se lanzó el 18 de mayo de 2018 por El Cartel Records junto con un video musical dirigido por Marlon Peña y filmado en el Hôtel de Glace en Quebec, Canadá.
La canción fue escrita por Daddy Yankee, Rafael Pina y Juan Rivera "Gaby Music", y fue producida por Daddy Yankee y Gaby Music. Es una canción Trap con letras sobre un hombre frío y cruel por traiciones y desconfianza en relaciones pasadas. Alcanzó el número 42 en la lista Hot Latin Songs de los Estados Unidos.

## Antecedentes y lanzamiento
Fue escrita por Daddy Yankee, Rafael Pina y Juan Rivera Vázquez "Gaby Music", y fue producida por Daddy Yankee y Gaby Music. Fue grabado en el estudio de Pina Records en Caguas, Puerto Rico. «Hielo» estuvo disponible para descarga digital el 18 de mayo de 2018 por el sello discográfico de Daddy Yankee El Cartel Records bajo licencia exclusiva de Universal Music Latin, tres días después de su anuncio oficial.

## Composición
«Hielo» es una canción Trap con una duración de tres minutos y veintinueve segundos. Las letras fueron escritas desde el punto de vista de un hombre «endurecido por las traiciones, la desconfianza y la falta de amor», cuya forma de asumir relaciones cambia, convirtiéndose en una «persona nueva, fría y cruel».

## Recepción crítica
Al escribir para Billboard, Suzette Fernández declaró que «The Big Boss está dejando su marca en el género en su estilo simple y poderoso», destacando la ausencia de palabras explícitas, comúnmente utilizadas en la música trap. Al escribir para El País, Javier Marmisa declaró que la canción es «una apuesta musical que ha funcionado maravillosamente», pero al mismo tiempo es «menos bailable que otros éxitos como «Dura», «Gasolina» y «Despacito».  Marmisa también opinó que la canción «alimenta esa visión un tanto rancia de que un hombre tiene que ser frío y difícil para conquistar a una mujer».

## Video musical

### Fondo
El video musical de «Hielo» fue dirigido por el director dominicano Marlon Peña, quien previamente había trabajado con Daddy Yankee en «Shaky Shaky» (2016). Cuenta con la modelo canadiense Valery Morisset. La filmación tuvo lugar durante dos días a fines de enero de 2018 en el Hôtel de Glace en Quebec, Canadá. Los vestidos fueron diseñados por Amelie Bebard y JR Martínez.  Daddy Yankee quería apoyar el concepto de la canción y describió su experiencia en el hotel como "intensa", comentando que nunca había filmado a una temperatura bajo cero. La visual se estrenó a través de la cuenta de YouTube del cantante el 18 de mayo de 2018.

### Sinopsis
El video musical comienza en un ambiente nevado con un hombre abriendo una gran caja, liberando a un Husky Siberiano que inmediatamente corre por algunos bosques cercanos. Mientras tanto, Daddy Yankee comienza a interpretar la canción en el Hôtel de Glace y una mujer vestida de blanco deambula por una habitación y se pone una corona sobre la cabeza. Baja las escaleras, toma un ramo de rosas y entra en una capilla, donde Daddy Yankee la espera en el altar, con un abrigo de invierno negro. Él la rechaza y abandona la capilla, más tarde se la muestra sentada en la nieve dentro de un círculo hecho de pétalos, que se convierte en sangre y se congela hasta la muerte. A medida que avanza el video, hay varias tomas de Yankee conduciendo un Lamborghini, el clip termina con el Husky Siberiano mirando hacia la nieve.

### Recepción
Javier Marmisa de El País notó una «mezcla visual entre The Handmaid's Tale y Game of Thrones», y comparó el atuendo de Daddy Yankee con el de Jon Snow y un personaje de Fortnite. También cuestionó la falta de abrigo de la modelo al escribir que «no costaba tanto, estar a -20 grados, vestir un poco más a los que lo acompañan en el video clip. Comprar ese Lamborghini te deja temblando seguro, pero un pequeño centro comercial termal no sale tan caro».

## Posicionamiento en listas
| Listas (2016-2017)               | Mejor posición |
| -------------------------------- | -------------- |
| Estados Unidos (Hot Latin Songs) | 42             |
| Honduras (Monitor Latino)        | 18             |